# Petinarctia stylata
Petinarctia stylata är en tvåvingeart som först beskrevs av Brauer och Julius Edler von Bergenstamm 1891.  Petinarctia stylata ingår i släktet Petinarctica, och familjen parasitflugor. Arten är reproducerande i Sverige.